# Tugalagawu
Tugalagawu is een bestuurslaag in het regentschap Nias Barat van de provincie Noord-Sumatra, Indonesië. Tugalagawu telt 315 inwoners (volkstelling 2010).